# Sarcophaga imitatrix
Sarcophaga imitatrix är en tvåvingeart som först beskrevs av Baranov 1938.  Sarcophaga imitatrix ingår i släktet Sarcophaga och familjen köttflugor. Inga underarter finns listade i Catalogue of Life.